# Quarto milénio a.C.
O quarto milénio a.C. abrangeu o período entre os anos 4.000 a.C. e 3.001 a.C., vendo grandes mudanças na cultura humana. Ele marca o início da era do bronze e da escrita.
As cidades-estados da Suméria e do Antigo Egito são fundadas e crescem com notoriedade. A agricultura se espalha por toda a Eurásia. A população mundial, no âmbito do desenvolvimento do milênio, dobra, evoluindo aproximadamente de 7 a 14 milhões de pessoas ao longo do milênio.

## Eventos

### Mesopotâmia
- 4100–3100 a.C. - o Período de Uruque, com emergente hegemonia suméria e desenvolvimento da escrita protocuneiforme; Sistema de numeração sexagesimal, astronomia e astrologia, direito civil, hidrologia complexa, o veleiro, a roda e a roda de oleiro; a Idade do Cobre prossegue até o início o começo da Idade do Bronze.
- 3500 – 2340 a.C. – Suméria: carroças com rodas, roda de oleiro, zigurate do Templo Branco, ferramentas e armas de bronze.
- Primeira à Quarta dinastia Quis na Mesopotâmia.
- Templo sumério de Janna erguido em Eridu.
- Templo em Al-Ubaid e tumba de Mes-Kalam-Dug construídos perto de Ur, Caldéia.
- 3000 AC – O estanho está em uso na Mesopotâmia logo após esta época.
- 3500 – 2340 a.C. – Primeiras cidades desenvolvidas no Sul da Mesopotâmia. Os habitantes migraram do norte.
- A escrita cuneiforme propriamente dita emerge da protoescrita pictográfica no final do quarto milênio. O período "proto-alfabetizado" da Mesopotâmia abrange os séculos 35 a 32 aC. Os primeiros documentos escritos inequivocamente na língua suméria datam do século 31 aC, encontrados em Jemdet Nasr.
- Barragens, canais, esculturas de pedra usando plano inclinado e alavanca na Suméria.
- Urqués (norte da Síria) fundada durante o quarto milénio a.C. possivelmente pelos Hurritas.

### Platô Persa
- 4000 AC – Susa é um centro de produção de cerâmica.
- c.  4000 a.C. - Vaso Campaniforme é feito em Susa (moderna Shush, Irã). Está agora no Museu do Louvre, Paris.
- Civilização protoelamita em 3200 AC.

### AnatóliaeCáucaso
- c.  3700 a.C. a 3000 a.C. - A Cultura maikop do Cáucaso, contemporânea da cultura Kurgan, é candidata à origem da produção do Bronze e, portanto, da Idade do Bronze.
- 3400–2000 a.C. - Cultura Kura-Araxes: primeiras evidências encontradas na planície de Ararat.

### Egito
- c. 3500 - 3000 a.C. - Culturas Nacada II e III:
  - NACADA 2 (c. 3500-3200) - caracterizada pela introdução da metalurgia. Surgem cidades-estado fortificadas; aumenta-se o comércio com a Palestina e a Mesopotâmia; e incrementa-se a estrutura social e as técnicas de produção. Sinais pictográficos encontrados em potes do período indicam o que seriam precursores da escrita.
  - Nacada III (c. 3200-3000) - surge a escrita propriamente dita, na forma de hieróglifos. Pela primeira vez, os mortos são enterrados com seus bens.
- c. 3200 - 2900 a.C. - Narmer unifica o Alto e o Baixo Egito, fundando a I dinastia egípcia.
- c. 3100 a.C.: 
  - Construção de Mênfis, primeira capital do Estado egípcio.
  - A Paleta de Narmer é construída.
- c. 3150 a.C. — Termina a Pré-história do Egito. Ocorre a Época Tinita do Antigo Egito (de acordo com o egiptólogo francês Nicolas Grimal). O período inclui a primeira e segunda Dinastias.
- c. 3000 a.C. - Começa o reinado de Quenquenés, segundo faraó.

### Europa
- c. 4000 a.C. — Chegam os primeiros habitantes da ilha de Thera (hoje Santorini).
- c. 3600 a.C. - O complexo de templos megalíticos de Ġgantija é construído na Ilha de Gozo, em Malta, uma das estruturas religiosas mais antigas do mundo.
- c. 3600 a.C. – 3200 a.C. — Construção do primeiro templo dentro do complexo solar de templos de Mnajdra, em Malta, contendo "móveis", tais como bancos e mesas de pedra, o que o distingue das outras construções megalíticas europeias.
- c. 3300 a.C. — A múmia Ötzi morre perto da atual fronteira entre Áustria e Itália, sendo descoberta em 1991, enterrada em um geleira perto dos Alpes de Venoste. A causa da morte foi provavelmente homicídio.
- c. 3200 a.C. - Construção do observatório de Newgrange, na Irlanda.
- c. 3200 a.C. – 2500 a.C. — O complexo de templos megalíticos de Hagar Qim é construído em Malta, com alinhamentos solares e lunares.
- c. 3100 a.C.:
  - O assentamento neolítico de Skara Brae, nas Ilhas Orcadas, começa a ser ocupado.
  - Primeiro estágio da construção do Stonehenge, no sul da Inglaterra.
- 3000 a.C. - Na ilha de Creta, inicia-se a Civilização Minoica.

### Américas

#### 4000 a.C.
- Fabricação de cerâmica na Bacia Amazônica, nos territórios das atuais Colômbia, Equador e Guiana Francesa.

#### 3600 a.C.
- Um friso datado desta época foi descoberto em Sechin Bajo, pertencente a Cultura Sechin.  É o objeto mais antigo da arquitetura monumental descoberto até agora nas Américas.

#### 3114 a.C.
- 11 de Agosto - Início do Calendário Maia.

#### 3000 a.C.
- Começa a construção de Caral, no Peru, a cidade mais antiga da América.

### Oriente Médio
- c. 3500 a.C. - O processo de Cera perdida desenvolve-se na área de Moenjodaro, atual Paquistão.
- c. 3500 a.C. – 2340 a.C. — As primeiras cidades se desenvolveram no sul da Mesopotâmia, com imigrantes do norte da região.
- A Mesopotâmia está no Período Uruk, com uma emergente hegemonia Suméria e o desenvolvimento da escrita proto-cuneiforme; matemática com Sistema de numeração sexagesimal, astronomia e astrologia; direito civil, uma hidrologia complexa, barco à vela e roda de oleiro; e a Idade do Cobre passa para a Idade do Bronze.
- A escrita cuneiforme propriamente dita surge da proto-escrita pictográfica no final deste milênio.

### Ásia
- c. 3300 a.C. — A Idade do Bronze começa na Civilização do Vale do Indo, em Harapa.

## Pessoas
- Ötzi, múmia encontrada nos Alpes italianos (morto em c. 3300 a.C.).
- Os faraós do Baixo Egito: Tiu, Tesh, Hsekiu e Wazner.
- Os faraós do Alto Egito, conhecidos como Dinastia 0: Ro, Ka, Escorpião II e Narmer.

## Religião e Mitologia
- 3952 a.C. - Segundo Beda, o mundo foi criado no dia 18 de março dessa data.
- 3874 a.C. - Segundo James Ussher, ano do nascimento de Sete, filho de Adão e Eva.[1]
- 3769 a.C. - Segundo James Ussher, ano do nascimento de Enos, filho de Sete.[2]
- 3761 a.C. - Na tradição judaica, o dia 6 de setembro desse ano teria sido o dia da Criação. A data dá início à contagem do tempo no calendário hebraico.
- 3679 a.C. - Segundo James Ussher, ano do nascimento de Cainan, filho de Enos.[3]
- 3609 a.C. - Segundo James Ussher, ano do nascimento de Mahalalel, filho de Cainan.[4]
- 3544 a.C. - Segundo James Ussher, ano do nascimento de Jarede, filho de Mahalalel.[5]
- 3500 a.C. - Dilúvio, de acordo com o livro Caverna dos Tesouros, atribuído a Éfrem da Síria.[6]
- 3382 a.C. - Segundo James Ussher, ano do nascimento de Enoque, filho de Jarede.[7]
- 3317 a.C. - Segundo James Ussher, ano do nascimento de Matusalém, filho de Enoque.[8]
- 3130 a.C. - Segundo James Ussher, ano do nascimento de Lameque, filho de Matusalém.[9]
- 3114 a.C. - Marco inicial da contagem do tempo no calendário maia (ano da criação da Terra, ocorrida no dia 11 ou 13 de agosto).
- 3102 a.C. - Para o hinduísmo, essa data marca a morte corpórea de Krishna e o início do Kali Yuga.
- 3074 a.C. - Segundo James Ussher, ano da morte de Adão, pai de toda a Humanidade.[10]
- 3017 a.C. - Segundo James Ussher, ano em que Deus levou Enoque para o céu, de forma que Enoque não conhecesse a morte.[11]

## Ciência e Tecnologia
- c. 4000 a.C. - Data tradicionalmente atribuída para o surgimento da escrita, marco inicial da contagem da história.
- c. 4000 a.C. - Fundição do bronze na Ásia.
- c. 3800 a.C. - Construção do Sweet Track, na Inglaterra, a mais antiga estrada conhecida.
- Século XXXVIII a.C. - Utilização do prego na Mesopotâmia.
- c. 3600 a.C. - Indícios da fabricação de pipoca no atual estado do Novo México (Estados Unidos).
- c. 3500 a.C. - Invenção da roda e do arado na Mesopotâmia.
- c. 3500 a.C. - Embarcações a vela surgem no rio Nilo. Ainda nessa região, aparecem as mastabas, precursoras das piramides egípcias.
- Século XXXI a.C.: 
  - São criados os ideogramas chineses.
  - Sistemas de canais, irrigação e barragens são utilizadas na Suméria, Egito e Índia.